# 等候董建華發落
《等候董建華發落》是由楊漪珊（Elsa Chan）所編寫的寫實小說，由進一步多媒體有限公司出版。電影改編自寶馬山雙屍案，
邱禮濤於2000年拍成同名電影，由一百年電影有限公司出品，2001年在香港上映，當時票房約18萬港元。

## 故事大綱
銘仔在1980年代因為殺人被定罪，由於犯案時尚未成年，被判「等候女皇發落」，可是一直沒有被確定刑期，不知道何時才可以出獄。在1997年香港主權移交予中國前的六個月，一位普通女子譽玲與梁議員協助銘仔及其他同樣「等候英女皇發落」的囚犯，其他囚犯家屬很快組成一個行動團體，四出請願。問題一直拖至香港主權移交後，那些囚犯從「等候英女皇發落」變成「等候香港行政長官董建華作最後判決」，不知何時才得到一個確定刑期。

## 演員
- 鄧樹榮 飾 梁忠勤 （協助少年犯的香港立法會議員，角色原型為立法會議員梁耀忠）
- 艾敬 飾 譽玲
- 李煒尚 飾 張有銘 （角色原型為寶馬山雙屍案少年犯張有恒）

## 獎項
| 頒獎典禮             | 獎項         | 名單   | 結果 |
| -------------------- | ------------ | ------ | ---- |
| 第21屆香港電影金像獎 | 最佳男配角   | 李煒尚 | 提名 |
| 第38屆金馬獎         | 最佳改編劇本 | 楊漪珊 | 提名 |

## 外部連結
- 邱禮濤：寫在《等候董建華發落》拍攝完成後三個月 （页面存档备份，存于）
- 開眼電影網上《等候董建華發落》的資料（繁體中文）
- 香港影庫上《等候董建華發落》的資料（繁體中文）
- 豆瓣电影上《等候董建華發落》的資料 （简体中文）
- 时光网上《等候董建華發落》的資料（简体中文）
- 爛番茄上《等候董建華發落》的資料（英文）
- AllMovie上《等候董建華發落》的资料（英文）
- 互联网电影数据库（IMDb）上《等候董建華發落》的资料（英文）